# Park Kyoung-Doo
Park Kyoung-Doo (en coreano: 박경두; Seúl, 3 de agosto de 1984) es un deportista surcoreano que compite en esgrima, especialista en la modalidad de espada. Ganó cinco medallas en el Campeonato Mundial de Esgrima entre los años 2011 y 2018.

## Palmarés internacional
| Campeonato Mundial | Campeonato Mundial | Campeonato Mundial | Campeonato Mundial |
| Año                | Lugar              | Medalla            | Prueba             |
| ------------------ | ------------------ | ------------------ | ------------------ |
| 2011               | Catania (Italia)   | Medalla de bronce  | Espada individual  |
| 2014               | Kazán (Rusia)      | Medalla de plata   | Espada individual  |
| 2014               | Kazán (Rusia)      | Medalla de plata   | Espada por equipos |
| 2015               | Moscú (Rusia)      | Medalla de plata   | Espada por equipos |
| 2018               | Wuxi (China)       | Medalla de plata   | Espada por equipos |